# Mosquée Beylerbeyi
La mosquée Beylerbeyi (en turc : Beylerbeyi Camii) est une mosquée de la ville d'Istanbul, en Turquie. Elle se trouve à Üsküdar, sur les rives du Bosphore. Elle a été construite entre 1777 et 1778 sur ordre d'Abdülhamid I (r. 1774-1789) puis modifiée sous le règne de son fils Mahmoud II (r. 1808-1839).

## Histoire
En 1777, Abdülhamid I confie à Mehmed Tahir Ağa le soin de construire une mosquée pour sa mère Rabiʿa Sultan, décédée en 1732. Le site choisi pour la construction est à Beylerbeyi sur les ruines du Palais Istavroz, détruit vers le milieu XVIIIe siècle,.
Les travaux se finissent l'année suivante et la prière inaugurale a lieu, sans cérémonie, le 15 août 1778. Le Sultan offre cependant à l'occasion des cadeaux et des vêtements honorifiques.
Cette mosquée est relativement modeste pour une mosquée impériale : elle se trouve à l'extérieur des fortifications d'Istanbul et non dans le centre historique, son dôme est en bois (le dôme actuel est un remplacement datant de 1983), elle ne possède qu'un seul minaret et n'est pas précédée d'un parvis.
En 1810-1811, Mahmoud II rénove la mosquée. Il refait faire complètement le narthex, fait détruire le minaret d'origine pour en faire construire deux à la place. Chaque minaret ne possède qu'un balcon.

## Architecture

### Le complexe
La mosquée d'origine fait partie d'un complexe comprenant une école primaire et des bains. Certains auteurs considèrent qu'il faut voir ce complexe, modeste, et celui en construction au même moment à Bahçekapi (comprenant entre autres un mausolée, une medersa, une bibliothèque, un imaret, trois fontaines) comme un tout. Cette proximité entre les deux projets étaient perçus déjà par de contemporains comme Enveri.
Lors des travaux qu'il entreprend, Mahmoud II y ajoute une fontaine et une loge pour le muvakkit (muvakkithane (tr)).

### Plan général
L'entrée de la mosquée fait face au Bosphore et une jetée permettait d'y arriver par voie d'eau. Juste à l'entrée se trouve un tremplin en pierre pour faciliter au Sultan la descente de son cheval lorsqu'il venait pour la prière du Vendredi.
L'entrée principale de la mosquée est une structure à deux niveaux en forme de U auquel on accède par une rampe d'escalier. Les fenêtres rectangulaires du second niveau, le toit en croupe et les ailes en projection donnent à l'ensemble une allure de manoir (yalı).
La salle de prière est surmontée d'un dôme principal de 14,6m de diamètre reposant sur un baldaquin octogonal auquel s'ajoutent 4 semi-dômes (un dans chaque coin). Le mur de la qibla, où se trouve le mihrab, est en projection et est également recouvert d'un semi-dôme.
La loge royale se trouve à l'entrée de la salle de prière, à gauche à l'étage. On y accède par un petit escalier de l'extérieur.

### Décorations et inscriptions
Avec son dôme relativement haut par rapport au dimension de la salle de prière, ses arches et son mihrab aux formes arrondies (dépourvu de muqarnas), ses colonnes surmontées de chapiteaux stylisés et ses décorations, la mosquée est d'un style baroque.
Chose inhabituelle pour la période, les murs près du mihrab sont décorés de faïences d'Iznik et de Kütahya datant des XVIe et XVIIe siècles ainsi que de faïences chinoises. Encore plus inhabituelle, dans la loge du sultan se trouve une peinture de paysage, probablement un ajout du XIXe siècle.
Les inscriptions calligraphiques ont été réalisées par Yesarizade en style thuluth. Au centre et sur le pourtour de la base du dôme sont inscrits des noms divins. Des rondeaux contenant le nom d'Allah, du Prophète, des quatre califes bien-guidés et des petits fils Hassan et Hussein du Prophète décorent les sommets du baldaquin. Le mihrab est surmonté, comme de coutume, une citation du verset 3:37 du Coran. Au-dessus se trouve un carré de faïences contenant la sourate n°112, al-ʾIh̬lāṣ (la sincérité). Enfin, démarrant à droite du mihrab et se terminant tout à gauche se trouve le verset du Trône (2:255).